# Cauquenes
Cauquenes é uma comuna da província de Cauquenes, localizada na Região de Maule, Chile. Possui uma área de 2.126,3 km² e uma população de 41.217 habitantes (2002). 